# Новотроицкое (Сухобузимский район)
Новотроицкое — село в Сухобузимском районе Красноярского края России. Входит в состав Шилинского сельсовета.

## История
Основано в 1901 году переселенцами из Могилёвской губернии.
В 1931 году жители деревни объединились в коллективное хозяйство — колхоз «1-е Мая». Вступили в колхоз 198 человек (50 семей). Посевная площадь 276 га.
В 1962 году проходит реорганизация колхозов в совхозы, и колхоз «1-е Мая» вливается в колхоз Шилинский.
В 1992 году совхоз «Шилинский» реорганизуется в АО ЗАО «Шилинское».
До реорганизации колхозов в совхозы Ново-Троицкое относилось к Шестаковскому сельсовету.
Основное занятие — сельское хозяйство: сеяли зерно, держали скот.

## Население
| 2010 |
| ---- |
| 157  |